# Gold Against the Soul
Gold Against the Soul je druhé studiové album velšské rockové skupiny Manic Street Preachers. Jeho nahrávání probíhalo od ledna do března 1993 ve studiu Outside Studios v anglickém Checkendonu. Album produkoval Dave Eringa a vyšlo v červnu 1993 u vydavatelství Columbia Records.

## Seznam skladeb
Hudbu složil(i) James Dean Bradfield a Sean Moore, texty napsal(i) Richey Edwards a Nicky Wire.
| Pořadí | Název                                  | Délka |
| ------ | -------------------------------------- | ----- |
| 1.     | Sleepflower                            | 4:51  |
| 2.     | From Despair to Where                  | 3:34  |
| 3.     | La Tristesse Durera (Scream to a Sigh) | 4:13  |
| 4.     | Yourself                               | 4:11  |
| 5.     | Life Becoming a Landslide              | 4:14  |
| 6.     | Drug Drug Druggy                       | 3:26  |
| 7.     | Roses in the Hospital                  | 5:02  |
| 8.     | Nostalgic Pushead                      | 4:14  |
| 9.     | Symphony of Tourette                   | 3:31  |
| 10.    | Gold Against the Soul                  | 5:34  |

## Obsazení
Manic Street Preachers
- James Dean Bradfield – zpěv, kytara, doprovodné vokály
- Richey Edwards – kytara, doprovodné vokály
- Nicky Wire – baskytara, doprovodné vokály
- Sean Moore – bicí, perkuse, programované bicí, doprovodné vokály

Ostatní hudebníci
- Dave Eringa – klavír, varhany
- Ian Kewley – klavír, varhany
- Nick Ingham – aranžmá
- M People – perkuse